# خاندان پتروویچ-نگوش
خاندان پتروویچ-نگوش (Петровић-Његош)خانواده صربستانی است که از ۱۶۹۷ تا ۱۹۱۶ بر مونته نگرو فرمانروایی کردند.
مونته نگرو از بدو تأسیس توسط ولادیکاها (شاهزادگان-اسقف ها)اداره می شد در سال ۱۶۹۷ این سمت به این خاندان رسید با این حال ، از آنجا که اسقف های ارتدکس باید مجرد باشند ، حکومت از عمو به برادرزاده منتقل می شد در سال 1852 ، شاهزاده-اسقف دانیلو دوم تصمیم به ازدواج و سکولار شدن مونته نگرو گرفت و به شاهزاده دانیلو اول تبدیل شد. جانشین او ، نیکولای اول ، مونته نگرو را در سال ۱۹۱۰ به پادشاهی تبدیل کرد.در سال ۱۹۱۶ ، پادشاه نیکولای اول با حمله اتریش مجارستان از قدرت برکنار شد مجمع پودگوریتسا در سال ۱۹۱۸به طور رسمی او را از قدرت خلع و این کشور به پادشاهی صربستان پیوست که بعداً به پادشاهی صرب ها ، کروات ها و اسلوونی ها تبدیل شد.مایکل پتروویچ-نژگو ، در زمان تبعید در فرانسه ، عناوین پیشینیان خود را به ارث برد و او به دلیل امتناع از سرپرستی یک دولت دست نشانده مونته نگرو در راستای اراده متحدین جنگ دوم جهانی ، از دستگیری و بازداشت بعد از جنگ جان سالم به در برد.پسرش نیکلاس پتروویچ-نگوش به مونته نگرو بازگشت تا از جنبش استقلال مونته نگرو حمایت کند که در همه پرسی ۲۰۰۶ منتهی به استقلال آن کشور شد.
در سال ۲۰۱۱ دولت به طور رسمی نقشی برای این خاندان در راستای هویت بخشت،سنت ها و رسوم و سایر امور غیر سیاسی به رسمیت شناخت که از آن با عنوان "بازسازی خزنده" پادشاهی تعبیر شده است.رئیس فعلی خاندان نیکلاس ، ولیعهد مونته نگرو است.